# هم‌طلاقان
هم‌طلاقان (مجاری: Válótársak) یک مجموعهٔ تلویزیونی کمدی-درام و عاشقانهٔ مجارستانی است که در سال ۲۰۱۵ منتشر شد. این سریال بر اساس سریال هلندی «طلاق» ساخته شده‌است. کارگردانی این سریال را «دانیل کواچ» بر عهده داشت و بازیگرانی چون آندراش استول، پیتر شرر در آن ایفای نقش کرده‌اند. فصل اول سریال، در ده قسمت مابین سال‌های ۲۰۱۶–۲۰۱۵ پخش شد و پس از استقبال بینندگان از آن، دو فصل دیگر نیز ساخته و منتشر شد که قسمت آخرش در ۸ فوریهٔ ۲۰۱۸ پخش گردید.

## گزیدهٔ بازیگران

### اصلی
- آندراش استول
- پیتر شرر
- مونیکا بالشایی
- توماش لِـنیل
- گوباش گابی
- استر فولدش

### مکمل
- یانوش کولکا
- آندی توت
- کاتا دوبو
- پاتریسیا کواچ
- انیکو بورچوک
- اروین ناگی
- آکوش کوزما
- آورام گیورگ

سایر بازیگران به صورت دوره‌ای یا مهمان در قسمت‌های مختلف این سریال بازی کرده‌اند که از آن میان می‌توان به آگنش بانفالوی، دُرکا گریلوس، یولیا اوبرانکوویچ و ویویان بانوویچ اشاره کرد.